# Luzulaspis nemorosa
Luzulaspis nemorosa är en insektsart som beskrevs av Koteja 1966. Luzulaspis nemorosa ingår i släktet Luzulaspis och familjen skålsköldlöss. Inga underarter finns listade i Catalogue of Life.